# Jean-Marie Vivier
Pour les articles homonymes, voir Vivier (homonymie).
Jean-Marie Vivier, né le 2 février 1942 à Coutances, est un auteur-compositeur-interprète français.

## Biographie
En 1962, Jean-Marie Vivier entre dans l'enseignement comme professeur de français ; il en démissionne quelques années plus tard pour se consacrer à la chanson,.
De 1962 à 1968, il se produit dans différents cabarets et MJC en France, mais également en Belgique et au Danemark. En 1968, il enregistre son premier 45 tours (chez DMF).
En 1969, il fait la connaissance de Jehan Jonas dont il ne cesse ensuite de reprendre les chansons.
En 1970 sort son premier album Jean-Marie Vivier chante… (chez SFP), où il reprend de nombreux auteurs, avec notamment les chansons de Jehan Jonas Flic de Paris et Mentalité française. Cet album, qui s'écoule à 100 000 exemplaires, est alors interdit d'antenne.
En 1972, sort son quatrième album, dont la chanson titre Faut-il tuer tous les oiseaux qui passent ? est diffusée de nombreuses fois sur France Inter dans l'émission de José Artur Qu'il est doux de ne rien faire quand tout s'agite autour de vous. Sur ce même album figure la chanson Supplique à Georges Brassens pour qu'il n'entre pas à l'Académie française, dont les paroles de Raymond Sarge sont nées de la rumeur selon laquelle la proposition avait été faite à Brassens de postuler auprès de l’Académie française . 
En 1973, à la demande de Charles Apothéloz, il tente une expérience théâtrale en interprétant durant quatre mois au Centre dramatique de Lausanne le rôle d'Ubu Roi, dans la pièce d'Alfred Jarry, dont il compose également une musique de scène.
Jean-Marie Vivier se produit sur la scène de l'Olympia de Paris en 1974, avant de faire des tournées en Suisse, Belgique, Allemagne et au Québec. Il se lie d'amitié avec Félix Leclerc et Jean-Pierre Ferland.
En 1990, il conçoit un spectacle d'une trentaine de chansons de Félix Leclerc, qu'il interprète seul à la guitare.
Jean-Marie Vivier se sépare de sa maison d'édition en 1997. Il s'autoproduit depuis.
Originaire de la Manche, le chanteur réside depuis les années 1980 à Granville.

## Discographie
Ci-dessous, la discographie de Jean-Marie Vivier,.